# How You Gonna See Me Now
Singles de Alice Cooper
(No More) Love at Your Convenience
(1977) From the Inside
(1979)
How You Gonna See Me Now est une chanson d'Alice Cooper parue en single le 3 octobre 1978. Le titre provient du 11e album studio d'Alice, From the Inside. Le single contient la face-b intitulée No Tricks, chantée en duo avec Betty Wright. La chanson a été intégrée plus tard dans la compilation The Life and Crimes of Alice Cooper. La chanson How You Gonna See Me Now est basée sur une lettre qu'Alice Cooper avait écrite à sa femme lorsqu'il était sobre durant sa période où il souffrait d'alcoolisme.
Le single se classe au Billboard Hot 100 à la 12e place la semaine du 23 décembre 1978. La même semaine, How You Gonna See Me Now se classe aux Hot Adult Contemporary Tracks atteignant la 22e position. Le titre occupe la 61e au Royaume-Uni et atteint également les charts dans d'autres pays, dont la 19e place en Nouvelle-Zélande, 9e aux Pays-Bas et la meilleure note avec la 5e place en Belgique.
La chanson faisait partie régulièrement du répertoire d'Alice durant la tournée Madhouse Rocks Tour, promouvant l'album From the Inside, et malgré le succès du single, le titre n'a plus été interprété en live depuis 1980.

## Charts
| Pays                                                | Position                 | Réf                      |
| How You Gonna See Me Now                            | How You Gonna See Me Now | How You Gonna See Me Now |
| --------------------------------------------------- | ------------------------ | ------------------------ |
| Belgique (Ultratop 50 Singles)                      | 5                        | [ 10 ]                   |
| États-Unis (Billboard Hot 100)                      | 12                       | [ 4 ]                    |
| États-Unis (Hot Adult Contemporary Tracks)          | 22                       | [ 5 ]                    |
| Nouvelle-Zélande (Official New Zealand Music Chart) | 19                       | [ 8 ]                    |
| Pays-Bas (MegaCharts)                               | 9                        | [ 9 ]                    |
| Royaume-Uni (UK Singles Chart)                      | 61                       | [ 7 ]                    |